# Marco Licinio Craso (cónsul 30 a. C.)
Marco Licinio Craso (en latín, Marcus Licinius M. f. M. n. Crassus Dives). Nieto del triunviro Marco Licinio Craso, fue cónsul en el año 30 a. C., junto con Octaviano, el futuro emperador romano Augusto, durante los primeros seis meses de ese año. Fue conocido por sus exitosas campañas en Macedonia y Tracia entre los años 29 a. C.- 27 a. C..

## Carrera militar
Craso era un general romano que luchó primero bajo las órdenes de Sexto Pompeyo. A raíz del Pacto de Miseno, a muchos exiliados se les permitió volver a Roma, entre los cuales seguramente estaba Marco Licinio. Posteriormente sirvió bajo Marco Antonio. De esta forma lo vemos, en el año 37 a. C., como promagistrado de la provincia de Creta et Cyrenaica, y posiblemente como gobernador de Bitinia en el 35 a. C.
Poco después desertó al bando de Octaviano. Augur desde el año 31 a. C., Octaviano luego lo designó como su colega de consulado para el año 30 a. C., a pesar de que Craso no había sido nunca pretor, magistratura que era tradicionalmente un requisito previo para ejercer el consulado.
En 29 a. C. se le asignó como provincia Macedonia, en calidad de procónsul. Realizó su primera campaña en contra de los bastarnos, una tribu de la etnia escita que había cruzado el Danubio Inferior, se había apoderado de la región de Mesia, sometiendo a tribalios y dardanos; y ahora, tras franquear el río Hemo amenazaba a los aliados romanos de la vecina Tracia, especialmente a la tribu de los denteletos. Craso, temeroso de que los bastarnos invadieran Macedonia, partió probablemente de Heraclea Síntica, continuó a lo largo del río Estrimón y los expulsó de Sérdica, la capital de los denteletos, casi sin lucha.
Luego, en persecución de los bastarnos, avanzó en dirección de los mesios, invadió sus tierras y conquistó su fortaleza principal. Los bastarnos le presentaron batalla, en la confluencia del río Cedro con el Danubio, donde finalmente los derrotó en una batalla campal, en la vecindad de Ratiaria, matando a su rey Deldona en combate singular. Posteriormente Craso estableció alianza con Roles, rey de los getas, y terminó de someter a los mesios. Según la tradición romana, Craso tenía derecho a la Spolia opima, pero Octaviano le negó el privilegio, argumentando que no tenía el mando supremo de las tropas romanas, ya que era solamente un legado suyo. Sin embargo, Octaviano le otorgó una aclamación imperial y el Senado votó los honores de un triunfo a su regreso a Roma, en julio del 27 a. C.

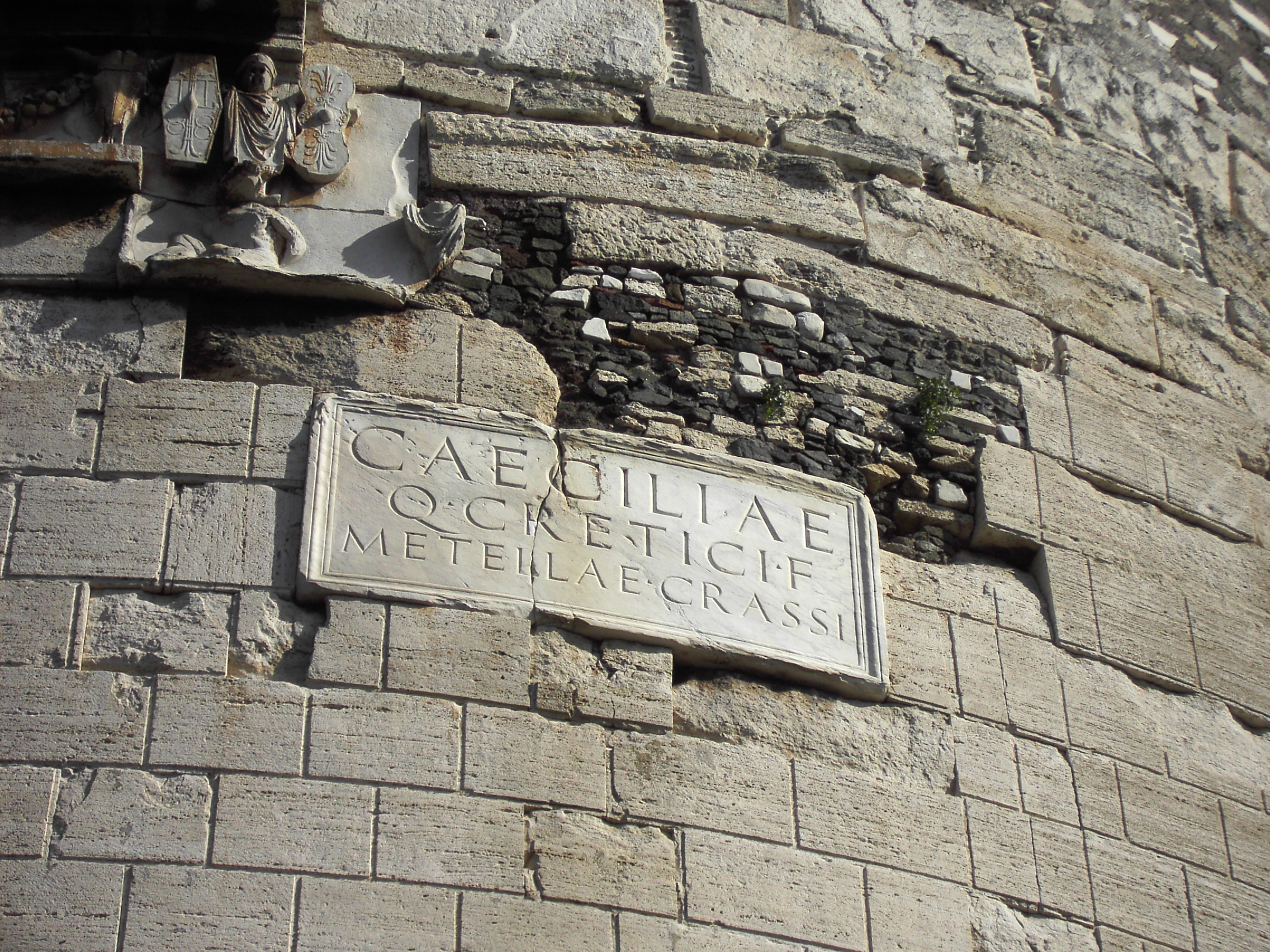
Inscripción de Cecilia Metela, madre de Marco Licinio Craso, cónsul en 30 a. C.

En 28 a. C. volvió contra los tracios, que lo habían hostilizado a su regreso de Mesia el año anterior, con lo que empezó una segunda campaña donde sometió a los Medos, los Serdi y los Besos, no así a los Odrisios, quienez habían demostrado ser leales a los romanos. Finalmente, fue capaza de derrotar a algunas tribus geto-dacios, en las cuevas de Kiris, conquistando su fortaleza de Genucla, en Dobruja. En el camino de vuelta, dividió el ejército en dos columnas, la primera atacó a los tribalios, cuya capital era probablemente Oescus, y la segunda, bajo las órdenes del propio Craso, logró vencer a los artacios, otra tribu mesia. Al final de este segundo año de la campaña, las tribus de Tracia, aún como pueblos independientes, se convirtieron en clientes de Roma.
Después del año de su triunfo, 27 a. C., no se conocen más noticias sobre Licinio Craso.

## Familia
Craso era el hijo menor de Marcus Licinius M. f. P. n. Crassus Dive, y posiblemente de Cecilia Metela, hija del cónsul Quinto Cecilio Metelo Cretico. La tumba de su madre es aún visible en la Vía Apia. 
Su padre fue cuestor en 54 a. C. de Julio César, y era, posiblemente, el hijo mayor del matrimonio entre el triunviro Marco Licinio Craso y Tértula. Craso Dives, al parecer, no tuvo hijos que le hayan sobrevivido. Adoptó al futuro cónsul del 14 a. C. Marco Licinio Craso Frugi, miembro de la familia de los Calpurnio Pisón.